# دن هارتمن
دن هارتمن (انگلیسی: Dan Hartman؛ ۸ دسامبر ۱۹۵۰ – ۲۲ مارس ۱۹۹۴) یک موسیقی‌دان اهل ایالات متحده آمریکا بود. وی بین سال‌های ۱۹۶۳ تا ۱۹۹۴ میلادی فعالیت می‌کرد.